# BTJunkie
BTJunkie è stato un motore di ricerca avanzato per file torrent. Usava un crawler (simile a Google) per setacciare altri siti torrent in cerca del torrent desiderato per poi immagazzinarlo nel proprio database. BTJunkie aveva oltre 2.000.000 di torrent attivi e circa 4.200 aggiunti quotidianamente, che lo rendevano il più grande torrent finder del web.
Nel 2011 BTJunkie è stato il quinto sito torrent più popolare.
Il 21 aprile 2011 la Guardia di Finanza ha richiesto ai provider italiani il blocco degli accessi a BTJunkie.
Il 5 febbraio 2012 il suo fondatore ha deciso di chiudere il sito volontariamente.

## Caratteristiche
BTJunkie aveva integrato nel proprio sistema di ricerca diverse innovazioni che avevano ottimizzato la fruibilità e la funzionalità del Torrent Finder, distinguendolo da altri popolari siti torrent. BTJunkie infatti:
- Indicava tracker sia pubblici che privati, usando un crawler completamente automatico che scansiona l'Internet per file torrent.
- Permetteva il caricamento di torrent pubblici, consentendo all'utente di caricare torrent direttamente dal sito.
- Offriva un servizio mail, per notificare l'aggiunta di nuovi file torrent.
- Permetteva l'aggiunta di commenti e password, consentendo all'utente di scrivere commenti ed esprimere opinioni e per indicare password per archivi di cui è bloccato l'accesso.

## Il blocco del portale in Italia
Il 21 aprile 2011 i provider italiani hanno inibito l'accesso al sito su ordine Nucleo di Polizia Tributaria di Cagliari e del pubblico ministero Giangiacomo Pilia. L'operazione è stata denominata "Poisonous Dahlia" dal nome della piattaforma televisiva Dahlia. Secondo gli inquirenti, il sito permetteva di guardare gratis e illegalmente le partite di calcio trasmesse sul digitale terrestre, apportando un danno economico che ha contribuito al fallimento, appunto, di Dahlia tv che trasmetteva in esclusiva le partite del Cagliari e di numerose altre squadre di serie A. Il sito tuttavia, in quanto motore di ricerca torrent, non permetteva la visione di contenuti in streaming.

## Motori di ricerca
Cercando su Google Btjunkie, Google non mostra il collegamento al sito btjunkie.org ma visualizza alcune sue pagine come ita-btjunkie e audio-btjunkie. A fine pagina Google mostra una nota che dice: "In risposta a una lamentela ricevuta ai sensi della legge americana Digital Millennium Copyright Act (Legge sul copyright digitale) abbiamo eliminato 1 risultato(i) da questa pagina." questo perché Btjunkie mostrava nella sua home page il torrent del film di James Cameron, Avatar. Questa limitazione è presente anche nel motore di ricerca Bing.

## Chiusura

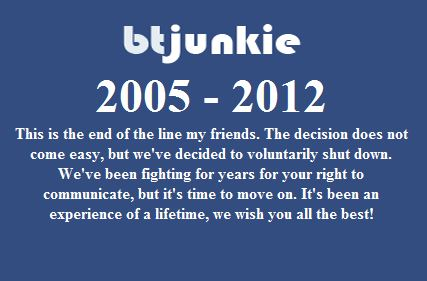
Messaggio visualizzato alla chiusura di Btjunkie.

Il 5 febbraio 2012, BTJunkie ha deciso di chiudere volontariamente dopo 7 anni di attività, lasciando una nota in home page.